# Total Los Vol. 2
Total Los Vol. 2 is het vierde studioalbum van The Partysquad, uitgegeven in 2009. Total Los Vol. 2 bestaat uit 43 nummers, met exlusieve nummers en remixes van The Partysquad, LMFAO, Laidback Luke, Crookers, Sidney Samson, Diplo, The Opposites en Lange Frans.
Het album is uitgegeven op 19 juni en was het eerste project van The Partysquad na het ongeluk van Dj Jerry, dat het jaar ervoor op het Spaanse eiland Ibiza plaatsvond. Jerry beschouwde het album als een mijlpaal op weg naar zijn eerste optreden sinds het ongeluk. 

## Tracklist
1. The Partysquad Ft. Mb – Fast Life
2. Busy P (Crookers Remix) / Opposites – To Protect & Entertain / Los In Die Bitch
3. Sharkslayer – Cold As Ice
4. Laidback Luke & Diplo – Hey
5. Freddo Fuori (Real El Canario Remix) – Master At Work
6. The Partysquad Vs Billy the Klit – Dirty
7. Alvaro – Make It Funky
8. Deviance – 93 Million Miles
9. Sidney Samson – Riverside (Totallos Edit)
10. The Partysquad – Licht V/D Laser Tl Edit
11. Kidda (Herve Remix) – Under The Sun
12. Laidback Luke & Steve Angello (Afrojack Short Remix) – Show Me Love
13. Laidback Luke & Steve Angello (Partysquad Remix) – Show Me Love
14. Albin Myers – Times Like These
15. Rick Ross (Paul Anthony Remix) – Hustlin’
16. Hatiras Ft. Mc Flipsyde – Out My Face
17. The Partysquad Ft. LMFAO – Coffeeshop
18. Armand Van Helden – Shake That Ass
19. The Partysquad Vs Afrojack – Check Die Beat
20. Billy the Klit & Dani L Mebius – Rock Yur Body
21. The Partysquad Vs Jeremaine S – Do It Big
22. Afrojack – Polkadots / Polka (Partysquad Remix)
23. Jesse Rose – Well Now
24. Kidda (Jack Beats Remix) – Feel Too Good
25. The Partysquad Ft. Erykah Badu (Laidback Luke Remix & Main Version) – What U Live For
26. Mowgli – Pump Repeat
27. The Partysquad Vs Vato Gonzalez & Tjen – You Wish
28. The Partysquad – Pull Up
29. Major Lazer – Pon De Floor
30. Lmfao Ft. Pitbull – I’m In Miami Bitch (Remix)
31. Dj Class – I’m The Shit
32. Dio (Partysquad Remix) – Aye
33. 2 Bit Thugs – Tearing Up The Club
34. Hatiras Ft. Mc Flipsyde – Autograph
35. The Partysquad – Murderer
36. Seductive – Underground Sound
37. The Partysquad Vs Rishi & Mel Ft. Ambush – We Be Ballin’
38. Jamie Fanatic – What’s Happening
39. Flinke Namen (Partysquad Remix) – Hak ‘Um
40. The Partysquad Vs Sydney Samson – AFt.erparty
41. Nari & Milani – Gnor
42. Frederico Franchi / Lange Frans – Pears / Naar De Klote
43. The Partysquad Ft. Dio & The Opposites – Faya